# 15-cm-schwere Feldhaubitze 36
Die 15-cm-schwere Feldhaubitze 36 war ein schweres Geschütz, das als Nachfolger für die 15-cm-schwere Feldhaubitze bei der Divisions- und Heeresartillerie der deutschen Wehrmacht im Zweiten Weltkrieg vorgesehen war. Es gibt keine Belege dafür, dass das Geschütz offiziell bei der Wehrmacht eingeführt wurde und in größerem Umfang zum Einsatz gekommen ist.

## Geschichte
Schon kurz nach der Einführung der 15-cm-s.F.H. 18 war seitens des Heereswaffenamtes klar, dass man gern eine gleichartige Waffe für den einlastigen Pferdezug hätte. Das Trennen der Lasten für den Transport mit Gespannen benötigte viel Zeit und das Beziehen einer neuen Stellung noch viel länger. Diese Zeit war in der modernen Kriegsführung der Wehrmacht nicht mehr gegeben. Rheinmetall präsentierte einen Entwurf mit einer großen neuen Mündungsbremse zur Reduzierung des Rückstoßes, einem gekürzten Rohr und einer geänderten Lafette, die überwiegend Leichtmetall verwendete. Die neue Unterlafette verfügte über Pressstahlräder mit Gummierung. Wie bei vielen Geschützen dieser Zeit konnte das Rohr für den Transport nach hinten gezogen werden, um das Gewicht besser zu verteilen. Ein spezieller leichter Protzanhänger für den Pferdezug wurde konstruiert. Es konnte die Munition der s.F.H. 18 verschossen werden.
Im Zeitraum 1935 bis 1939 wurde eine Handvoll von Prototypen und Erprobungsmustern hergestellt. Indessen blieb es bei diesen Versuchsmustern, nach Kriegsbeginn sind keine weiteren Geschütze mehr gebaut worden. Offiziell wurde das Entwicklungsprojekt schließlich 1941 eingestellt, zumal Leichtmetall zunehmend für die Flugzeugfertigung benötigt wurde, das Geschütz eine geringere Schussweite als die sFH 18 hatte und die Motorisierung der deutschen Artillerieverbände ständig ausgebaut wurde.

## Erhaltenes Exemplar
Die 15-cm-schwere Feldhaubitze 36 ist ein technisch gut dokumentiertes Geschütz, da anders als bei manch anderen Prototypen und Kleinserien noch heute ein Exemplar in der Wehrtechnischen Studiensammlung der Bundeswehr in Koblenz zu besichtigen ist. Nach Auskunft der Museumsleitung wurde die Waffe bei Kriegsende auf dem ursprünglich von der Firma Krupp gegründeten Schießplatz Meppen, der heutigen Wehrtechnischen Dienststelle 91, von kanadischen Truppen vorgefunden. Die Gründe, aus denen das Geschütz bis zur Übernahme des Geländes 1957 durch die Bundeswehr dort anscheinend verblieb, sind nicht bekannt. In jedem Fall wurde das Geschütz, anhand der Prägung auf dem Verschlussblock erkenntlich, im Jahr 1939 gebaut.

## Abgrenzung 15-cm-schwere Feldhaubitze 18/40 und 42
Die in 46 Stück gebauten Geschütze 18/40 und 42 hatten eine Reichweitensteigerung zum Ziel. Für diese Waffen wurden die unveränderten Lafetten der für den Motorzug konzipierten normalen Feldhaubitze 18 verwendet. Fotografien der Feldhaubitze 36 sind an den anderen Rädern identifizierbar.